# 북주 선제
주 고종 선황제 우문윤(周 高宗 宣皇帝 宇文贇, 559년 ~ 580년 6월 22일(음력 5월 25일))은 중국 남북조 시대 북주의 제4대 황제(재위：578년 ~ 579년)이다. 자는 건백(乾伯)이며, 즉위 전 작위는 노국공(魯國公)이다. 양위 후 태상황이 되어 천원황제(天元皇帝)를 자칭했다.
무제 우문옹의 장남이자, 정제 우문천의 아버지이다.

## 생애
황태자였지만, 그는 어리석어서 주위로부터 그의 자질이 의문을 가지고 있었고, 부친인 우문옹에게 엄격한 교육을 받아 성장했다. 그 내용으로는 아버지 우문옹이 정신을 차리도록 그에게 지팡이로 격렬하게 구타하는 등 불우하게 지내는 일이 많았고, 부친이 사망을 했을 때에 지팡이에 맞은 자국을 어루만지면서 아버지의 죽음이 너무 늦어서 한탄하였다고 사서에 기록되어 있다. 즉위 후에 먼저 착수한 일은 황실과 군부의 중진으로서 북제 공략의 공신인 제왕 헌(齊王憲)의 제거였다. 무제 우문옹을 모셨던 신하를 숙청하였고, 대규모 궁전을 축조 하는 등 사치를 부렸고, 무제가 우려한 대로 어리석은 군주가 되었고, 실정이 일어났다.
579년, 7세의 아들 우문연에 양위. 스스로는 천원황제로 자칭해, 천원대황후(天元皇帝, 양황후), 천대황후(天皇后), 천우대황후(天右皇后), 천좌대황후(天左皇后), 천중대황후(天中大皇后)의 5명을 맞아들이고, 주색에 매달렸다. 그 다음 해에 사망했다.
북주 무제가 시행한 종교 탄압으로 불교와 도교가 교세가 위축되었지만, 선제는 무제 시대에 금지했던 불상과 천존상(天尊像)을 만들게 하였고, 자신의 조각상과 함께 남면으로 위치하게 하였고, 유교, 불교, 도교가 병렬되는 모양세를 표현하게 하였다. 그러나 이는 종교를 존중해서 만든게 아니였다. 또, 장안과 낙양에는 삼가시중 하나인 모시(毛詩)에서 효도에 관련된 시가 있었는데 그것에 따온 단어인 척호(陟岵)를 새로 지은 절의 이름으로 삼게하였고, 사찰을 더 창건하여 불교를 부활시켰다. 장안의 척호사(陟岵寺)에는 579년 4월에 보살스님 120명이 선발하여 배치하였다. 그 이름대로 보살스님은 삭발하지 않고, 머리 기른 스님들이 었고, 국가를 위해 법회를 가졌다. 덧붙여서 낙양의 척호사는 후에 소림사가 되었다.
주색 유흥을 위해 정치를 천원 황후의 아버지 수 문제에 일임해 수 문제의 전제를 부른 것이 북주의 멸망의 요인이 된다.

## 가족 관계

### 조부모와 부모
- 조부 : 태조(太祖) 문황제(文皇帝) 우문 태(宇文 泰)
- 조모 : 문선황후(文宣皇后) 질노씨(叱奴氏)
- 부친 : 고조(高祖) 무황제(武皇帝) 우문 옹(宇文 邕)
- 모친 : 제태후(帝太后) 이아자(李娥姿)

### 황후
| 봉호                    | 시호 | 이름(성씨)           | 별칭  | 재위년도      | 생몰년도      | 국구(장인/장모)                                                       | 능묘       | 비고  |
| ----------------------- | ---- | -------------------- | ----- | ------------- | ------------- | --------------------------------------------------------------------- | ---------- | ----- |
| 천원대황후 (天元大皇后) |      | 양려화(楊麗華)       | [ 1 ] | 578년 ~ 579년 | 561년 ~ 609년 | 수국공(隋國公) 양견(楊堅) 수국공부인(隋國公夫人) 독고 가라(獨孤 伽羅) | 정릉(定陵) |       |
| 천대황후 (天大皇后)     |      | 주만월(朱滿月)       | [ 2 ] |               | 547년 ~ 586년 |                                                                       |            | [ 3 ] |
| 천중대황후 (天中大皇后) |      | 진월의(陳月儀)       | [ 4 ] |               | 565년 ~ 650년 | 우국공(鄅國公) 진산제(陳山提)                                         |            | [ 5 ] |
| 천좌대황후 (天左大皇后) |      | 울지 치번(尉遲 熾繁) | [ 6 ] |               | 566년 ~ 595년 | 조국공(胙國公) 울지 순(尉遲 順)                                       |            | [ 5 ] |
| 천우대황후 (天右大皇后) |      | 원악상(元樂尙)       | [ 7 ] |               | 565년 ~ 640년 | 원성(元晟)                                                            |            | [ 5 ] |

### 후궁
| 봉호   | 별칭 | 이름(성씨)      | 생몰년도 | 비고 |
| ------ | ---- | --------------- | -------- | ---- |
| 희(姬) |      | 왕씨(王氏)      |          |      |
| 희(姬) |      | 황보 씨(皇甫氏) |          |      |
|        |      | 고씨(高氏)      |          |      |

### 황자
| - | 봉호           | 시호 | 이름           | 생몰년도      | 생모        | 별칭  | 비고                   |
| - | -------------- | ---- | -------------- | ------------- | ----------- | ----- | ---------------------- |
| 1 | 황태자(皇太子) |      | 우문천(宇文闡) | 573년 ~ 581년 | 황후 주만월 | [ 8 ] | 제5대 황제 정제(靜帝). |
| 2 | 내왕(萊王)     |      | 우문간(宇文衎) | ? ~ 581년     | 왕희        |       | [ 9 ]                  |
| 3 | 영왕(郢王)     |      | 우문술(宇文術) | ? ~ 581년     | 황보희      |       | [ 9 ]                  |

### 황녀
| - | 봉호       | 이름               | 생몰년도      | 생모        | 부마       | 별칭 | 비고 |
| - | ---------- | ------------------ | ------------- | ----------- | ---------- | ---- | ---- |
| 1 | 공주(公主) | 우문아영(宇文娥英) | 578년 ~ 615년 | 황후 양려화 | 이민(李敏) |      |      |

## 기년
| 선제        | 원년            |
| ----------- | --------------- |
| 서력 (西曆) | 579년           |
| 간지 (干支) | 기해(己亥)      |
| 연호 (年號) | 대성(大成) 원년 |

## 참고 문헌
- 《주서(周書)》
- 《북사(北史)》